# Église Saint-Maurille de Saint-Moreil
L'église Saint-Maurille est une église située sur la commune de Saint-Moreil, dans le département de la Creuse en France. Reconstruite au XVe siècle sur l'emplacement d'un édifice de la fin du XIIe ou du début du XIIIe siècle, elle est inscrite au titre des monuments historiques en 1980.

## Localisation
L'église se trouve à l'Est du village.

## Historique
Édifice datant de la fin du 12e ou du début du 13e siècle, il est ruiné au cours de la guerre de Cent ans, et reconstruit à la fin du 15e siècle. De cette époque date le portail occidental et les deux chapelles qui flanquent le chœur (1495). 
L'église était placée sous le patronage de saint Léonard de Noblat.

## Description
L'édifice est à nef unique, voûtée en berceau, suivi d'un chœur à chevet plat dont le voûtement en berceau brisé doit être d'origine. La façade occidentale est à trois niveaux et se termine par un clocher. Au centre s'ouvre un portail du 15e siècle, garni de quatre voussures brisées.